# Phragmilejeunea pappeana
Phragmilejeunea pappeana là một loài Rêu trong họ Lejeuneaceae. Loài này được (Nees) R.M. Schust. miêu tả khoa học đầu tiên năm 1954.